# Phaonia khunjerabensis
Phaonia khunjerabensis är en tvåvingeart som beskrevs av Shinonaga 2007. Phaonia khunjerabensis ingår i släktet Phaonia och familjen husflugor.
Artens utbredningsområde är Pakistan. Inga underarter finns listade i Catalogue of Life.